# Käthe Haack
Käthe Haack (11 de agosto de 1897 — 5 de maio de 1986) foi uma atriz alemã. Atuou em mais de 200 filmes entre 1915 e 1980.
Nascida Käte Lisbeth Minna Sophie Isolde Haack, em Berlim, na Alemanha, foi casada com o ator Heinrich Schroth, com quem teve uma filha, a atriz Hannelore Schroth, em 1922.

## Filmografia selecionada
- The Knitting Needles (1916)
- Dr. Hart's Diary (1917)
- Wedding in the Eccentric Club (1917)
- The Rat (1918)
- Your Big Secret (1918)
- The Son of Hannibal (1918)
- Lorenzo Burghardt (1918)
- The Gambler (1919)
- Algol (1920)
- Demon Blood (1920)
- The Yellow Diplomat (1920)
- The Drums of Asia (1921)
- The Love Nest (1922)
- Youth (1922)
- William Tell (1923)
- The Sensational Trial (1923)
- My Leopold (1924)
- Hedda Gabler (1925)
- Leap Into Life (1924)
- Living Buddhas (1925)
- The Marriage Swindler (1925)
- Children of No Importance (1926)
- Wrath of the Seas (1926)
- People to Each Other (1926)
- Sister Veronika (1927)
- Benno Stehkragen (1927)
- The Catwalk (1927)
- Under the Lantern (1928)
- Scandalous Eva (1930)
- Alraune (1930)
- Berlin-Alexanderplatz (1931)
- The Captain from Köpenick (1931)
- Emil and the Detectives (1931)
- Tannenberg (1932)
- Night Convoy (1932)
- The Beautiful Adventure (1932)
- Quick (1932)
- Love Must Be Understood (1933)
- The Gentleman from Maxim's (1933)
- Dream of the Rhine (1933)
- The Black Whale (1934)
- Police Report (1934)
- Hearts are Trumps (1934)
- The Four Musketeers (1934)
- William Tell (1934)
- Pygmalion (1935)
- Miracle of Flight (1935)
- The Schimeck Family (1935)
- Thunder, Lightning and Sunshine (1936)
- Family Parade (1936)
- A Woman of No Importance (1936)
- The Ruler (1937)
- The Deruga Case (1938)
- The False Step (1939)
- Two in a Big City (1942)
- Münchhausen (1943)
- Wild Bird (1943)
- Sophienlund (1943)
- Love Letters (1944)
- And If We Should Meet Again (1947)
- Dangerous Guests (1949)
- An Everyday Story (1948)
- Keepers of the Night (1949)
- The Great Mandarin (1949)
- The Appeal to Conscience (1949)
- The Beaver Coat (1949)
- Gabriela (1950)
- The Girl from the South Seas (1950)
- Unknown Sender (1950)
- Furioso (1950)
- Queen of the Night (1951)
- Maya of the Seven Veils (1951)
- When the Evening Bells Ring (1951)
- My Friend the Thief (1951)
- No Greater Love (1952)
- The Smugglers' Banquet (1952)
- Shooting Stars (1952)
- Homesick for You (1952)
- The Prince of Pappenheim (1952)
- The Day Before the Wedding (1952)
- I'm Waiting for You (1952)
- We'll Talk About Love Later (1953)
- Everything for Father (1953)
- Rose-Girl Resli (1954)
- The Great Lola (1954)
- The Seven Dresses of Katrin (1954)
- Fireworks (1954)
- Homesick for Germany (1954)
- The Country Schoolmaster (1954)
- One Woman Is Not Enough? (1955)
- Heaven Is Never Booked Up (1955)
- I'll See You at Lake Constance (1956)
- Like Once Lili Marleen (1956)
- The Big Chance (1957)
- Adorable Arabella (1959)
- The Last Pedestrian (1960)
- Death and Diamonds (1968)
- Our Doctor is the Best (1969)
- The Pedestrian (1973)
- Grete Minde (1977)
- Iron Gustav (1979)